# Енрико Карузо
Енрико Карузо (итал. Enrico Caruso; Напуљ, 25. фебруар 1873 — Напуљ, 2. август 1921) је био италијански тенор. Певао је са великим успехом у најважнијим оперским кућама Европе и Америке. Карузо је снимио око 290 објављених плоча од 1902. године до 1920.  године. Карузов снимак деонице Vesti la giubba из Леонкавалове опере Пајаци је био први звучни снимак продат у милион копија.

## Биографија

### Рани живот
Енрико Карузо је потицао из сиромашног, али не и бескучничког порекла. Рођен у Напуљу у улици Санти Ђиовани е Паоло бр. 7 25. фебруара 1873. године, крштен је следећег дана у суседној цркви Сан Ђовани е Паоло. Његови родитељи су пореклом из Пиедимонт д'Алифеа (сада се зове Пједимонте Матезе), у провинцији Казерта у Кампанији, у јужној Италији.
Карузо је био треће од седморо деце и једно од само троје које је преживело детињство. Постоји прича да су Карузови родитељи имали 21 дете, од којих је 18 умрло у детињству. Међутим, на основу генеалошког истраживања (између осталог које је спровео пријатељ породице Карузо Гвидо Д'Онофрио), биографи Пјер Ки, Френсис Робинсон, и Енрико Карузо млађи и Ендру Фаркаш, доказано је да је то урбана легенда. Сам Карузо и његов брат Ђовани су можда били извор преувеличаног броја. Карузова удовица Дороти је такође укључила причу у мемоаре које је написала о свом мужу. Она цитира тенора, како говорећи о својој мајци, Ани Карузо (рођена Балдини): „Имала је двадесет једно дете. Двадесет дечака и једну девојчицу – превише. Ја сам дечак број деветнаест.“
Карусов отац, Марчелино, био је механичар и ливничар. У почетку, Марчелино је мислио да његов син треба да усвоји исти занат, и са 11 година дечак је постао шегрт код машинског инжењера који је конструисао јавне чесме. (Кад год би у наредним годинама долазио у Напуљ, Карузо је волео да истиче фонтану коју је помогао да се постави.) Карузо је касније радио заједно са својим оцем у фабрици Меурикофре у Напуљу. На инсистирање своје мајке, једно време је похађао и школу, основно образовање стекао под старатељством локалног свештеника. Научио је да пише лепим писмом и студирао је техничко цртање. Током овог периода певао је у свом црквеном хору, а његов глас је показивао довољно обећања да размишља о могућој музичкој каријери.

## Историјски и музички значај
Карузова 25-годишња каријера, која се протеже од 1895. до 1920. године, укључивала је 863 наступа у њујоршкој Метрополитен опери (у Мету и на турнеји) пре његове смрти 1921. у 48. години. У великој мери захваљујући његовим изузетно популарним фонографским плочама, Карузо је био једна од најпознатијих забављачких личности свог времена, а његова слава је наставила да траје до данас. Био је један од првих примера глобалне медијске славне личности. Изван записа, Карусово име је постало познато милионима широм света преко новина, књига, часописа и нове медијске технологије 20. века: биоскопа, телефона и телеграфа.
Карузо је имао широке турнеје, како са турнејом Метрополитен опере, тако и самостално, дајући стотине наступа широм Европе, Северне и Јужне Америке. Био је клијент познатог промотера Едварда Бернајза, током његовог мандата као агента за штампу у Сједињеним Државама. Беверли Силс је у интервјуу приметила: „Успела сам то да урадим уз телевизију и радио и медије и све врсте асистенција. Популарност коју је Карузо уживао без икакве технолошке помоћи је запањујућа.“
Карузови биографи Пјер Ки, Бруно Зирато и Стенли Џексон приписују Карузову славу не само његовом гласу и музицирању, већ и оштром пословном смислу и ентузијастичном прихватању комерцијалног снимања звука, тада у повоју. Многи оперски певачи Карузовог времена одбили су фонограф (или грамофон) због ниске верности раних дискова. Други, укључујући Аделину Пати, Франческа Тамања и Нели Мелбу, искористили су нову технологију када су постали свесни финансијских приноса које је Карузо жњао од својих почетних сесија снимања.

## Медији
- "O soave fanciulla" од Пућинијеве La bohème, са Нели Мелба (1907)
- "O Mimì, tu più non torni" са Антонио Скотом као Марчелом их La bohème (1907)
- "Vesti la giubba" из Леонкавалове Pagliacci (1907)
- "No! Pagliaccio non son!" из Pagliacci (1910)
- "Recondita armonia" из Пучинијеве Tosca (1908)
- "La donna è mobile", из Вердијеве Rigoletto (1908)
- "O merveille! ... A moi les plaisirs" from Gounod's Faust, са Марселом Журеном (1910)
- "Una furtiva lagrima" from Donizetti's L'elisir d'amore (1911)
- "Manon! avez-vous peur ... On l'appelle Manon" из Масенетове Manon (1912)
- "Ave Maria" (Перси Кан) Миша Елман на виолини (1913)
- "Sì, pel ciel marmoreo giuro!" са Тита Руфом, из Вергијевог Otello (1914)
- "È scherzo od è follia", из Вердијевог Un ballo in maschera, са Фридом Хемпел, Маријом Душен, Андресом де Сегуролом и Леоном Ротиером (1914)
- "O souverain, O juge, O père!" са Масенетом Le Cid (1916)
- "Ombra mai fu" из Хендлове Xerxes (1920)
- "La Partida" (1914)